# Le Lude
Le Lude ist eine französische Gemeinde mit 4.016 Einwohnern (Stand: 1. Januar 2022) im Arrondissement La Flèche im Département Sarthe in der Region Pays de la Loire.
Le Lude ist ein Städtchen an der Loir, mit einem denkmalgeschützten alten Zentrum rund um das Schloss und den Schlosspark gelegen. In den alten Gassen rund um den Hauptplatz stehen die Häuser aneinandergereiht, die größtenteils schon im Napoleonischen Kataster aufgeführt sind. Unter dem Hauptplatz liegt ein altes Schieferbergwerk, dessen Höhlen mit Wasser gefüllt sind. Den Zugang kann man über einen großen Spiegel betrachten. Manchmal kommt es vor, dass ein Höhlendach einbricht. Das passierte vor einigen Jahren in einer Weinhandlung am Platz im Lager, wo die gelagerten Weinfässer zu schwer waren und in die Tiefe fielen.
Das Schloss Le Lude (11. Jahrhundert) ist die größte Touristenattraktion, aber es gibt weitere Winkel, Häuschen, Ecken und Aussichten zum Erkunden. Auf der Trasse der aufgegebenen Bahnlinie wurde ein Spazierweg gestaltet, der an den Gärten, unter Brücken bis fast zum nächsten Ort führt und auf dem man auch Rad fahren kann.
Das Städtchen hat einen Campingplatz, ein Schwimmbad, zwei Sportstadien, ein historisches Hospital.  Alljährlich findet das große „Vide de Grenier“ statt, ein großer, privater Flohmarkt.
Zum 1. Januar 2018 wurde die Nachbarkommune Dissé-sous-le-Lude eingemeindet.

## Gliederung
| Ortsteil                    | ehemaliger INSEE-Code | Fläche (km²) | Einwohnerzahl (2016) |
| --------------------------- | --------------------- | ------------ | -------------------- |
| Dissé-sous-le-Lude          | 72117                 | 22,37        | 0549                 |
| Le Lude (Verwaltungssitz)00 | 72176                 | 45,99        | 3795                 |

## Gemeindepartnerschaft
Le Lude ist mit der italienischen Gemeinde Genazzano in der Provinz Rom partnerschaftlich verbunden.

## Persönlichkeiten
- Marie Maugeret (1844–1928), katholische Feministin